# Двойное проникновение

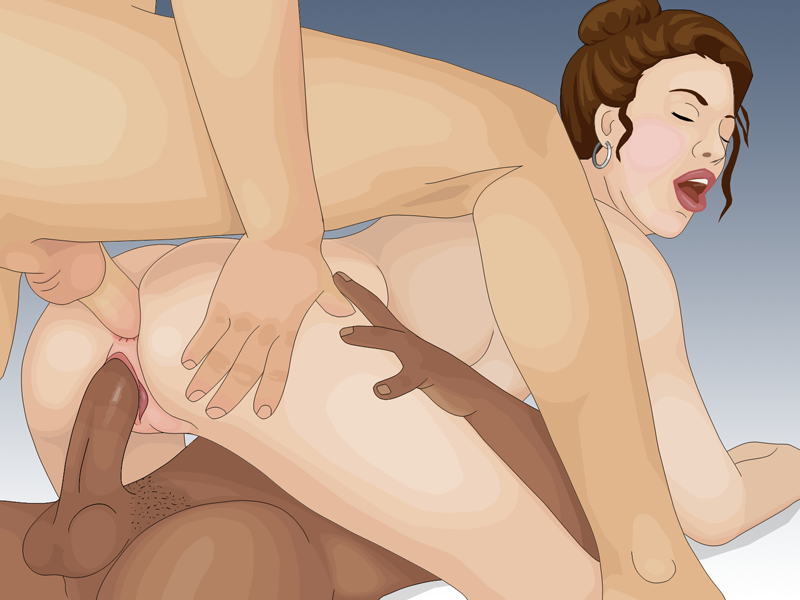
Двойное проникновение

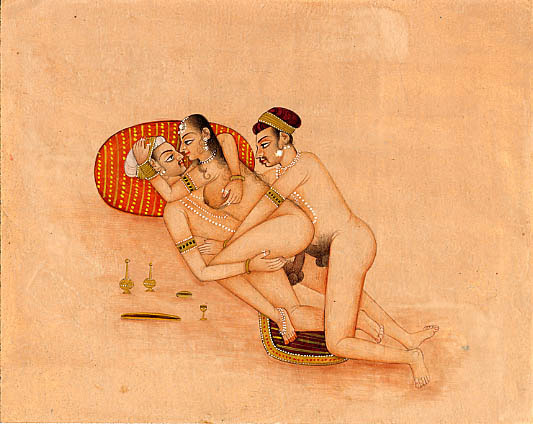
Миниатюра могольской живописи

Двойно́е проникнове́ние или двойна́я пенетра́ция (англ. double penetration), дифаллусизм — разновидность секса втроём, подразумевающая одновременную двойную пенетрацию пассивного партнёра (женщины или мужчины), которая производится двумя мужчинами или с использованием вспомогательных средств, например дилдо или страпона.
В случае, когда пассивным партнёром является женщина, речь чаще всего идёт об одновременном проникновении в вагину и анус. Такая сексуальная практика, при которой женщина находится между двух мужчин, которые одновременно совершают проникновение в вагину и анус, получила название позы «сэндвича». При такой пенетрации члены обоих мужчин касаются друг друга через стенку кишечника и заднюю стенку влагалища. Двойная пенетрация часто практикуется в порноиндустрии. Существуют и другие формы двойного проникновения — пенетрация двумя пенисами в анус (или в вагину). При этом происходит непременное непосредственное соприкосновение пенисами друг друга. Такая форма чаще встречается в порнографии, чем в реальной практике, что объясняется существующими табу на сексуальные соприкосновения между мужчинами.
В случае, когда пассивным партнёром выступает мужчина, речь всегда идёт о двойной пенетрации в анус. Сексуальная практика, при которой пассивный мужчина находится посередине и в его анус одновременно проникают двое других мужчин, также называется позой «сэндвича». Однако под «сэндвичем» в гей-сексе может подразумеваться и совсем другая сексуальная практика, при которой один мужчина проникает в другого, который, в свою очередь, одновременно проникает в третьего.